# James Alderton
James Harris Alderton (Wingate, 6 dicembre 1924 – Kidderminster, 1998) è stato un calciatore inglese, di ruolo centrocampista.

## Carriera
Ha giocato con il Wolverhampton, dal 1941 al 1947, collezionando 11 presenze, e il Coventry City, 62 presenze dal 1947 al 1952.